# Oktachlorodimolybdenatan draselný

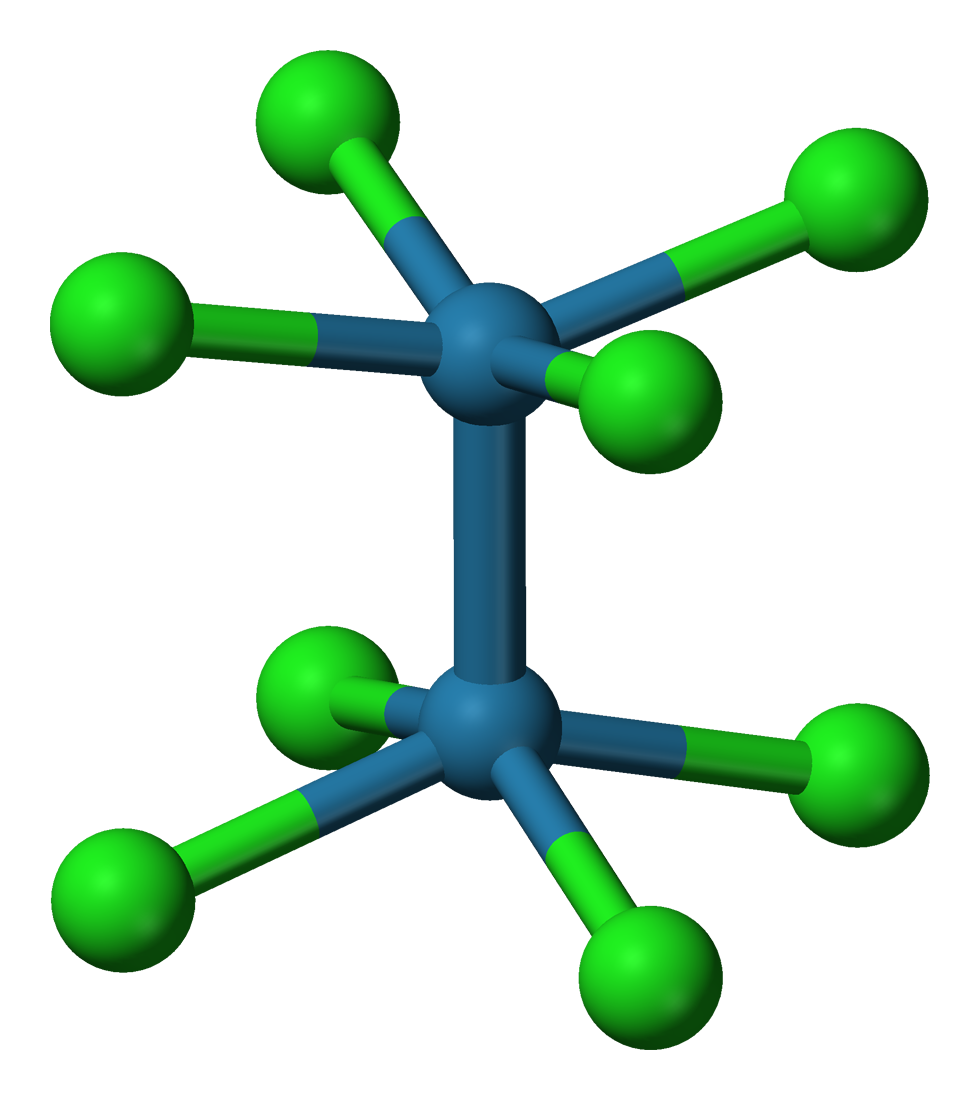
Oktachlorodimolybenanový anion, [Mo_{2}Cl_{8}]^{4−}, obsahující čtvernou vazbu mezi atomy Mo

Oktachlorodimolybdenatan draselný je anorganická sloučenina se vzorcem K4[Mo2Cl8]. Jeho anion se stal jedním z prvních známých příkladů čtverné vazby. Bezvodá sůl je červenohnědá, ale obvykle vytváří růžově zbarvený dihydrát.

## Příprava
Tento komplex se připravuje dvoukrokovým postupem z hexakarbonylu molybdenu:
2 Mo(CO)6 + 4 CH3COOH → (CH3COO)4Mo2 + 2 H2 + 12 CO
(CH3COO)4Mo2 + 4 HCl + 4 KCl → K4[Mo2Cl8] + 4 CH3COOH
U reakce HCl s octanem se původně předpokládalo, že se vytváří sloučenina trimolybdenu, ale následnou krystalografickou analýzou se ukázalo, že sloučenina obsahuje anionty [Cl4Mo≣MoCl4]4–, se symetrií D4h, ve které jsou dva atomy molybdenu spojeny čtvernou vazbou. Jednotlivé atomy Mo jsou navázány na čtyři Cl− ligandy jednoduchými vazbami. Skupiny MoCl4 jsou čtvercově pyramidální,kde vrchol tvoří atom Mo a základnu atomy Cl. Délka vazby Mo–Mo je 214 pm.